# Carausius thailandi
Carausius thailandi är en insektsart som beskrevs av Thanasinchayakul 2006. Carausius thailandi ingår i släktet Carausius och familjen Phasmatidae. Inga underarter finns listade.